# João Alves Pimenta
João Alves Pimenta (Ponte de Sôr, 6 de Maio de 1931 —  7 de Novembro de 2021) foi um político, professor e médico português.

## Biografia
Nasceu em Ponte de Sôr.
Exerceu principalmente como médico, sendo especialista em Obstetrícia e Ginecologia. Prestou serviços de saúde na região de Ponte de Sôr, onde tinha um consultório aberto a toda a população. Ocupou os postos de director clínico e director do hospital de Évora, e foi professor durante cerca de três décadas na Escola Superior de Enfermagem de São João de Deus, na cadeira de Obstetrícia e Ginecologia. na qual também fez parte do conselho científico. Como professor, foi responsável pela formação de centenas de enfermeiras, e pela especialização de médicos em ginecologia e obstetrícia.
Também foi Governador Civil de Évora entre 1974 e 1975, tendo sido a primeira pessoa a ocupar aquele cargo após a Revolução de 25 de Abril de 1974. Também fez parte da Assembleia Municipal de Évora, durante dois mandatos.
Em 2001, foi premiado com a Medalha de ouro de Mérito Municipal de Évora. Em 7 de Abril de 2010, foi condecorado pelo Ministério da Saúde com a medalha de ouro. Também em 2001, o nome de João Alves Pimenta foi colocado no Agrupamento de Escolas Básicas do 1.º Ciclo com Jardins-de-Infância de Ponte de Sôr.
Faleceu em 7 de Novembro de 2021, aos noventa anos. Na sequência do seu falecimento, a Câmara Municipal de Évora emitiu um voto de pesar.

## Leitura recomendada
- REIS, Maria Bárbara. João Alves Pimenta – Um modo de estar na vida. [S.l.: s.n.]